# تخدير بالاستنشاق

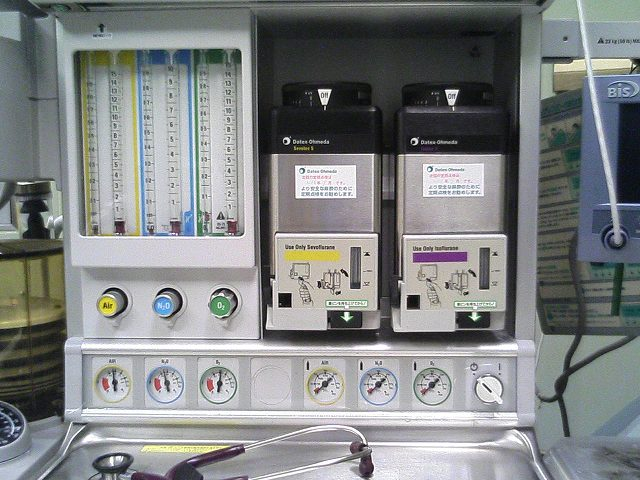

التخدير بالاستنشاق (بالانجليزية:inhalational anaesthetic) هو عبارة عن استخدام مركبات كيميائية تعطي خواص مخدر عام (البنج) عن طريق الاستنشاق، ويقوم فريق التخدير بإعطاء هذه المواد للمريض (وهو فريق يتكون من أخصائي التخدير وممرضه ومساعد) بواسطة قناع التخدير أو قناع الهواء الحنجري أو انبوب القصبة الهوائية الموصول بجهاز البخار المخدر ونظام التخدير. أشهر المواد المستخدمة على نطاق واسع طبيا للتخدير بالاستنشاق (الأيزوفلورين والزيفوفلورين والديسفلورين) بالإضافة إلي بعض الغازات المخدرة مثل (أكسيد النيتروز والزينون).

## المواد المستخدمة للتخدير بالاستنشاق

### مواد مستخدمة حاليا
- ديسفلوران
- آيزوفلوران
- أكسيد النيتروس
- سيفوفلوران
- زينون

### مواد مستخدمة سابقا
على الرغم من أن بعض هذه المواد مازالت تستخدم في المعامل والابحاث العلمية إلا أن المواد المخدرة التالية هي في المقام الأول ذات أهمية تاريخية في الدول النامية:
- كلوريد الايثيل
- كلوروفورم
- الكليوفلوران
- السيكلوبروبان
- اثيرثنائي الايثيل
- الانفلوران
- الاثيلين
- الفلوروزين
- الهالوثان (مازال يستخدم على نطاق واسع في الدول النامية وفي قائمة الأدوية الضرورية في منظمة الصحة العالمية)
- الميثوكسيفلوران (مازال يستخدم حاليا كمسكن)
- الميثوكسيبروبان
- ثلاثي كلوريد الاثيلين
- ايثير الفينيل

### مواد لم يتم تداولها في السوق
- الاليفلوران
- الهالوبروبان
- نورفلوران
- روفلوران
- السينسان
- التيفلوران

## مواد مخدرة متطايرة
تتشارك هذة المواد خاصية كونها سائلة في درجة الحرارة العادية، ولكن من الممكن أن تتبخر بسهولة ليتم إستنشاقها. كما تتشارك في خاصية كونها كارهة للماء(كسوائل "فهي ليست قابلة للامتزاج تماماً بالماء" وكغازات "فهي تذوب في الزيوت أفضل من ذوبانها في الماء).
تعتبر هذه المواد مثالية إذا إستطاعت توفير أفضل وأنسب تأثير مخدر بدون التأثير على العضو المخدر. بالإضافة إلى ذلك يجب أن تكون بدون رائحة أو مقبولة عند الاستنشاق وآمنه لكل الاعمار وكذلك للحوامل وتعطي مفعول سريع ويتم أيضها بصوره بطيئة ذات تاثير قوي وأيضا آمنه علي الفريق الطبي المتواجد داخل غرفة العمليات.
كما يجب أيضا أن تكون تكلفة تصنيعها منخفضة وسهله النقل والتخزين وتتميز بطول فترة عمر النصف (وهو الوقت الذي تفقد خلاله المادةالفعالة حيوياً نصف نشاطها الدوائي أو الفيسولوجي في الجسم) وسهوله التعاطي وقياس ومتابعة تاثيرها من خلال الاجهزة المخصصة ولاتتاثر بالضوء والبلاستيك والمعادن والمطاط وجير الصودا ولا تشتعل وتحافظ علي البيئة.
بالرغم من عدم وجود أي مادة متطايرة مثالية إلا أن العديد منها يمتلك الخواص المرغوبة والمناسبة مثل الزيفوفلوران «مقبول من المريض للاستنشاق ومفعوله سريع» ومناسب لكل اللاعمار بالرغم من ارتفاع ثمنه (تقريبا من 3 الي 5 مرات اغلي من الايزوفلوران) وتقريبا له نصف تأثير الأيزوفلوران.

## الغازات
الغازات أو الأبخرة الأخرى التي تسبب التخدير العام عن طريق الاستنشاق تشمل أكسيد النيتروز والسيكلوبروبان والزينون. ويتم تخزينها في اسطوانات الغاز وتؤخذ باستخدام مقاييس التدفق بدلاً من المبخرات.
السيكلوبروبان يعتبر مادة متفجرة ولم تعد تستخدم لأسباب تتعلق بالسلامة، على الرغم من وجود خلاف على كونه مخدر ممتاز.
أما الزينون فهو عديم الرائحة وسريع المفعول ولكنه مكلف ويتطلب معدات متخصصة لحساب الكمية المعطاة للمريض ومتابعة تاثيرها في الجسم.
أكسيد النيتروز حتى في تركيز 80٪ لا يوفر التخدير الجراحي المطلوب لمعظم الناس في الضغط الجوي المناسب، لذلك يجب أن تستخدم كمخدر مساعد مع مواد اخري.

## التخدير تحت ضغط عالي
تحت ظروف الضغط العالي (الضغوط فوق الضغط الجوي العادي)، الغازات الأخرى مثل النيتروجين والغازات النبيلة مثل الأرجون والكريبتون والزينون تصبح غازات مخدره. عند إستنشاقها في ضغوط جزئية عالية (أكثر من حوالي 4 بار، وتحت ضغط جوي مساوي للضغط الجوي علي عمق 30 متر تحت أعماق البحر) يبدأ النيتروجين في العمل كعامل مخدر مما يسبب تخدير عميق ومع ذلك لا يتحقق الحد الأدنى للتخدير العميق للنيتروجين في الرئة (MAC) حتى يتم تحقيق ضغوط من حوالي 20 إلى 30 (بار).
الأرجون له تاثير مخدر أكثر قليلا من ضعف مخدر النيتروجين لكل وحدة من الضغط الجزئي (انظر الأرجوكس). ولكن الزينون هو مخدر غير مستقر عند تركيز 80٪ والضغط الجوي العادي.

## النظريات العصبية
إن الآلية الكاملة لعمل المواد المخدرة المتطايرة غير معروفة وكانت موضع نقاش كبير. وقال طبيب التخدير جيمس سونر من جامعة كاليفورنيا في سان فرانسيسكو: «لقد استخدمت مواد التخدير لمدة 160 عاما، وطريقة عملها هي لغز باعتبارها واحدة من أسرار علم الأعصاب العظيمة».
وقال نيل هاريسون من جامعة كورنيل «إن أبحاث التخدير كانت لفترة طويلة علم الفرضيات التي لا يمكن اختبارها».
يقول سونر: "يبدو أن معظم أدوية التخدير بالحقن تعمل على هدف جزيئي واحد. ويبدو أن التخدير بالاستنشاق يعمل على أهداف جزيئية متعددة، الأمر الذي يجعل من الصعوبة التخلص منها.
إمكانية التخدير بواسطه غاز خامل مثل الأرجون على وجه الخصوص (حتى في 10 إلى 15 بار) تشير إلى أن آلية عمل المواد المخدرة المتطايرة يمكن وصف تاثيرها أفضل بواسطة الكيمياء الفيزيائيه وليس بوصف الروابط الكيميائية. ومع ذلك، فقد ترتبط هذه المواد مع مستقبلاتها في الجسم بروابط ضعيفة.
التفاعل الفيزيائي في الجسم مثل تورم أغشية الخلايا العصبية من محلول الغاز في إحدي طبقات الخلية وهي الطبقة الدهنية قد يكون فعالاً. ومن الجدير بالذكر أن غازات الهيدروجين والهليوم والنيون لم يتم العثور لها على أي خصائص مخدرة عند أي ضغط. كما أن الهليوم في ضغوط عالية يسبب تهيج عصبي («مضادة للتخدير»)، مما يجعلنا نفترض أنه قادر علي عكس ثاثير الغاز المخدر (بالضغط على الغشاء العصبي). وأيضاً بعض الإيثرات المهلجنة (مثل الفلوروثيل) تمتلك هذا التأثير «المضاد للتخدير» وبذلك توفر مزيد من الأدلة على هذه النظرية.

## التاريخ
تم استخدام هذا المفهوم لأول مرة من قبل باراسيلسوس في عام 1540، حيث كان يستخدم زيت الزاج الحلو «حمض السلفوريك» (أعده فاليريوس كوردوس وأسماه فروبنيوس الإيثير)، فقد تم اعطاؤها للدجاج (يستخدم لتغذية الطيور) ولوحظ أنها تغفو منه لفترة من الوقت ولكن تستيقظ في وقت لاحق من دون ضرر.
وفي وقت لاحق بعد حوالي 40 عاماً في عام 1581، أظهر جيامباتيستا ديليا بورتا استخدام الأثير على البشر على الرغم من أنه لم يكن يستخدم لأي نوع من التخدير الجراحي من قبل